# 시민주의
시민주의(市民主義, civicism)는 시민의 적극적인 참여 증가를 위해 정부가 주도적으로 시민의 덕성을 함양해야 한다는 진보주의적 공동체주의를 말한다. 즉 이기적 인간들은 공공재적 성격을 띤 참여를 기피하므로, 기본권이 위협받을 때 나서서 싸우고, 국가와 사회를 위해 헌신하고 희생하며, 불우한 이웃을 돌보는 덕성을 지닌 이타적이고 헌신적인 시민을 정부가 앞장서서 양성해야 한다는 것이다. 사회공동체의 문제를 자원봉사자들의 자발적 헌신에 의해 해결하자는 신우파적 공동체주의, 즉 자원봉사주의(自願奉仕主義, volunteerism)와 대비된다.

## 같이 보기
- 대한민국의 진보정당
- 좌익
- 스토아
- 에피쿠로스
- 그리스